# Baddesley Clinton

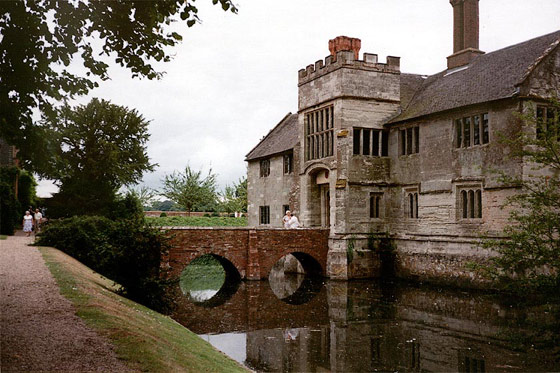
Baddesley Clinton

Baddesley Clinton é um palácio rústico rodeado por fossos, provavelmente com origens no século XIII. Fica situado a Norte da cidade histórica de Warwick, no Condado de Warwickshire, Inglaterra. Quando várias áreas da Floresta de Arden foram desmatadas e convertidas em terras de cultivo, o grande palácio fortificado foi também, provavelmente, construído.
Em 1438, John Brome, o sub-tesoureiro de Inglaterra, comprou o solar. Este passou depois para o seu filho, Nicholas, que se pensa ter construído a Ala Este, a qual constitui a entrada principal. Nicholas também foi responsável por extensas reconstruções na vizinha Igreja de St Michael (São Miguel), feitas como penitência pelo assassinato do padre da paróquia, um crime que terá sido cometido no interior do próprio palácio. O edifício deste período estava equipado com ameias e, possivelmente, uma ponte levadiça. Quando Nicholas Brome morreu, em 1517, o palácio passou para a sua filha, que era casada com Sir Edmond Ferrers. Baddesley Clinton permaneceu na família Ferrers  até 1940, quando foi comprada por Thomas Walker, um parente da família que mudou o seu nome para Ferrers. O seu filho, que herdou a propriedade em 1970, vendeu-a em 1980 ao "National Trust for Places of Historic Interest or Natural Beauty" (Instituto Nacional para os Locais Históricos ou de Beleza Natural).
Henry Ferrers "O Antiquário" (1549-1633) realizou muitas adições a Baddesley Clinton, incluindo o início da tradição do vidro pintado representando o brasão da família. Vidros deste tipo aparecem, actualmente, em muitas das salas do palácio. Foi igualmente responsável pela construção do Grande Hall, o qual foi reconstruído em tijolo no século XVIII. Neste século, a Ala Este foi prolongada, embora com o cuidado de manter o estilo do edifício original.
No século XIX, a capela Católica do palácio foi reconstruida, juntamente com uma renovação geral do edifício. Foram levadas a cabo importantes alterações interiores até à década de 1940, com o primeiro-andar fora da capela a ser totalmente alterado.
O palácio que existe actualmente tem extensos jardins e lagoas, com muitos dos edifícios de quinta com data anterior ao século XVIII. A Igreja de St. Michael, a qual partilha muita da sua história com Baddesley Clinton, embora mereça visita por direito próprio, fica poucas centenas de jardas acima. Dentro do palácio existe um bonito grande hall, sala-de-estar e biblioteca, entre outras salas, e uma grande quantidade de entalhes e mobiliário do século XVI, bem como acessórios do século XIX usados pelos últimos habitantes. Os vidros pintados, presentes por todo o lado, são igualmente um elemento agradável à vista.

## Baddesley Clinton e o Catolicismo

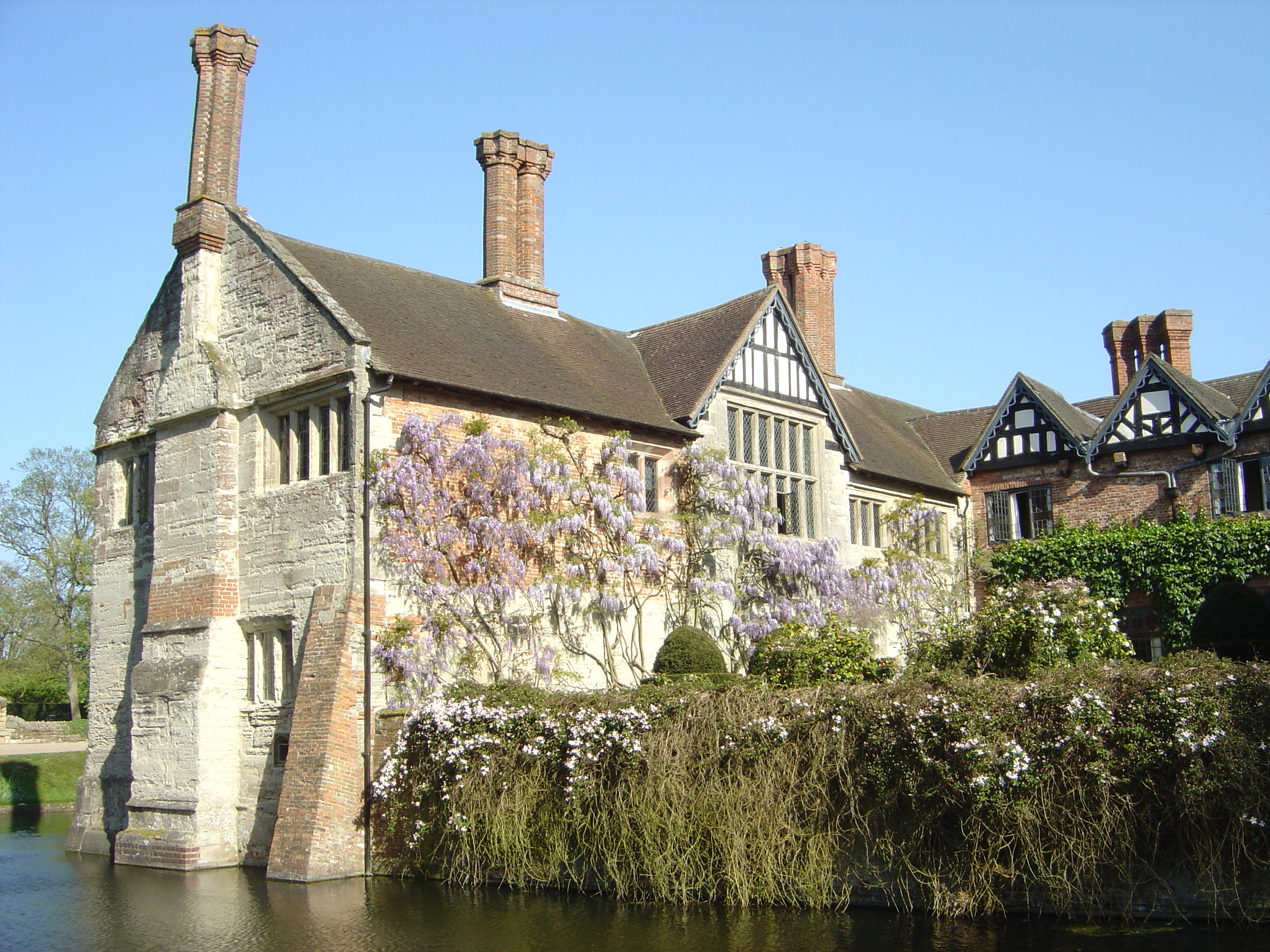
Baddesley Clinton.

Os Ferrers parece terem permanecido Católicos depois da Reforma, juntamente com muitos outros Gentis (nobreza sem título, situada entre a burguesia e a nobreza titulada) do Warwickshire. Protegeram os padres Católicos, que estavam sob ameaça de morte se descobertos, e tomaram medidas especiais para escondê-los e protegê-los. Foram construidas várias passagens secretas para escondê-los na eventualidade de uma busca. Uma dessas passagens fica fora da sala do fosso, e é simplesmente uma pequena sala com uma porta escondida no apainelamento de madeira. Uma segunda leva ao tecto, e apesar de não ser visível pelos visitantes, tem a reputação de conter seis pessoas. Uma terceira fica escondida na velha toilete. Os fugitivos podiam deslizar por uma corda desde o primeiro andar através do fosso da velha casa de banho até ao antigo encanamento, o qual corre a todo o comprimento do edifício, podendo, deste modo, acolher pelo menos doze pessoas. Diz-se que estas passagens secretas terão sido construidas pelo mártir São Nicholas Owen, um Jesuita que se escondeu muitas vezes com maestria, de forma especial no vizinho Harvington Hall. Finalmente foi capturado e torurado até à morte pelo governo inglês. As passagens secretas de Baddesley Clinton foram usadas pelo menos uma vez, em 1591, quando uma conferência de padres Jesuítas foi surpreendida pelas autoridades locais. Estas cumpriram a sua função, pois nenhum dos padres foi capturado.

## Ligação externa
- Baddesley Clinton - informação do National Trust